# 唐德龙
唐德龙（法語：Tendron，法語發音：[tɑ̃dʁɔ̃]）是法国谢尔省的一个市镇，位于该省东南部，属于圣阿芒蒙龙区。

## 地理
唐德龙（46°58'25"N, 2°50'41"E）面积10.44 平方千米，位于法国中央-卢瓦尔河谷大区谢尔省，该省份为法国中部省份，北起卢瓦雷省，西接卢瓦-谢尔省和安德尔省，南至克勒兹省，东南接阿列省，东临涅夫勒省。
与唐德龙接壤的市镇（或旧市镇、城区）包括：克朗河畔邦日、弗拉维尼、伊尼奥勒、内龙德。
唐德龙的时区为UTC+01:00、UTC+02:00（夏令时）。

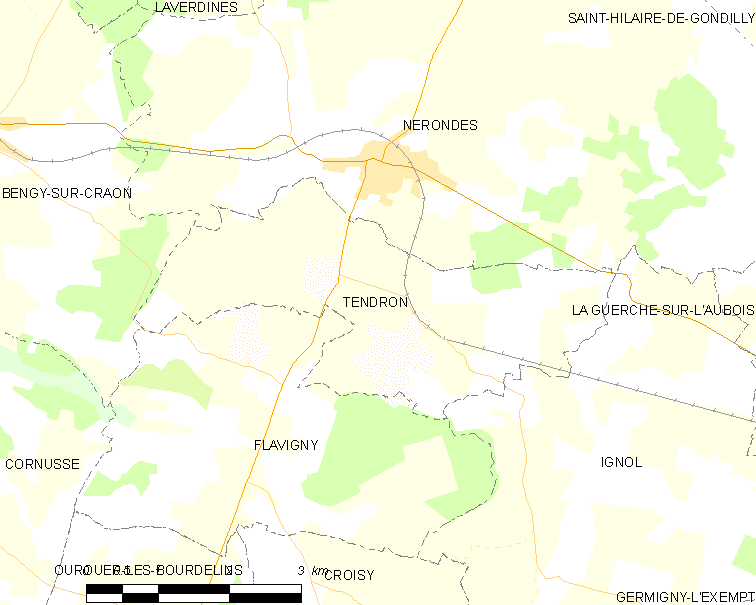
唐德龙的OSM定位图

## 行政
唐德龙的邮政编码为18350，INSEE市镇编码为18260。

## 政治
唐德龙所属的省级选区为欧布瓦河畔拉盖尔什县。

## 交通
维耶尔宗—讷韦尔铁路经过境内，原设有一站，现已废弃。

## 人口

1962-2008年间唐德龙人口变化图示

唐德龙于2022年1月1日时的人口数量为88人。